# Kyle Gann
Kyle Eugene Gann (* 21. November 1955 in Dallas, Texas) ist ein US-amerikanischer Komponist, Musikkritiker und Musikpädagoge.

## Leben
Gann zog schon früh nach New York und studierte dort Komposition bei Ben Johnston, Morton Feldman und Peter Gena. Von 1986 bis 2005 war er Musikkritiker des New Yorker Stadtmagazins The Village Voice. Seit 1997 unterrichtet er am Bard College in Red Hook bei New York in den Fächern Musiktheorie, Musikgeschichte und Komposition.

## Schriften
- The Music of Conlon Nancarrow, Cambridge University Press, 1995
- American Music in the 20th Century, Schirmer Books, 1997
- Music Downtown: Writings from the Village Voice, University of California Press, 2006
- No Such Thing as Silence: John Cage’s 4'33", Yale University Press, 2010
- Robert Ashley, University of Illinois Press, 2012

## Diskographie (Auswahl)
- 1999 – Custer's Ghost; Monroe Street Music
- 2005 – Long Night für drei Klaviere, mit Sarah Cahill (Klavier); Cold Blue
- 2005 – Nude Rolling Down an Escalator: Studies for Disklavier; New World Records
- 2007 – Private Dances, mit Sarah Cahill (Klavier); New Albion Records
- 2018 – Hyperchromatica; Other Minds (Naxos)
- 2018 – Custer and Sitting Bull, mit Martha Herr (Sopran), Kenneth Patchen (Stimme) und Kyle Gann (Stimme, Sampling Keyboard und Electronics); New World Records (Klassik Center Kassel)
  - Custer and Sitting Bull (1995–1999)
  - Scenario (2003/2004) für Sopran und Virtuelles Orchester
  - So Many Little Dyings (1994)